# 단순 염기서열 길이 다형성
단순 염기서열 길이 다형성(simple sequence length polymorphism, SSLP)은 유전자 표지자로써 중합효소 연쇄 반응에 사용된다. 단순 염기서열 길이 다형성은 다형성의 한 종류로 각 개인마다 차이가 나는 DNA를 이용한 것이다. 단순 염기서열 길이 다형성은 DNA서열에서 반복되는 서열의 횟수가 다른 것을 말한다.

## 적용
단순 염기서열 길이 다형성을 사용한 예로는 미세부수체(microsatellite)과 미소부수체(minisatellite)가 있다. 미세부수체는 미소부수체보다 DNA표지자로 더 많이 사용되는데, 그 이유는 미소부수체는 염색체의 텔로미어부근에 집중적으로 분포되어있는 반면, 미세부수체는 염색체 전 구간에 고르게 퍼져있다. 또한 다형성을 결정하기 위해 중합효소 연쇄 반응을 사용하는데 길이가 25bp정도인 미소부수체보다 13bp 이하인 미세부수체는 중합효소 연쇄 반응을 하였을 때 더 빠른 결과를 얻을 수 있다.

## 로센버그의 연구
로센버그(Rosenberg)는 전 세계 52개 다른 국가에서 1000명의 사람들에게서 377개의 단순 염기서열길이 다형성을 연구하였다. 중합효소 연쇄 반응과 군집분석(Cluster analysis)을 통하여 로센버그는 개인들을 같은 단순 염기서열 길이 다형성을 가진 집단으로 묶을 수 있었다. 단순 염기서열 길이 다형성은 실험에서 매우 유용하였는데, 그 이유는 개인의 표현형에 영향을 주지 않았기 때문이다.

## 같이 보기
- 유전자 표지자